# Lomnička (Stará Ľubovňa)
Lomnička es un municipio del distrito de Stará Ľubovňa en la región de Prešov, Eslovaquia, con una población estimada a final del año 2024 de 3728 habitantes.
Se encuentra ubicado al noroeste de la región, cerca del río Poprad (cuenca hidrográfica del río Vístula) y de la frontera con  Polonia.

## Demografía
| Año        | 1994 | 2004     | 2014     | 2024     |
| ---------- | ---- | -------- | -------- | -------- |
| Población  | 1123 | 1797     | 2991     | 3728     |
| Diferencia |      | +60,01 % | +66,44 % | +24,64 % |

| Año        | 2023 | 2024    |
| ---------- | ---- | ------- |
| Población  | 3583 | 3728    |
| Diferencia |      | +4,04 % |